# Burg Friberg (Trun)
Die Ruine der Burg Friberg liegt auf dem Gemeindegebiet von Trun im Schweizer Kanton Graubünden.

## Lage
Die wenigen Ruinen der ehemaligen Höhenburg liegen auf einem Moränenhügel direkt an der Strasse von Trun nach Schlans auf der Westseite des Tobels.

## Anlage

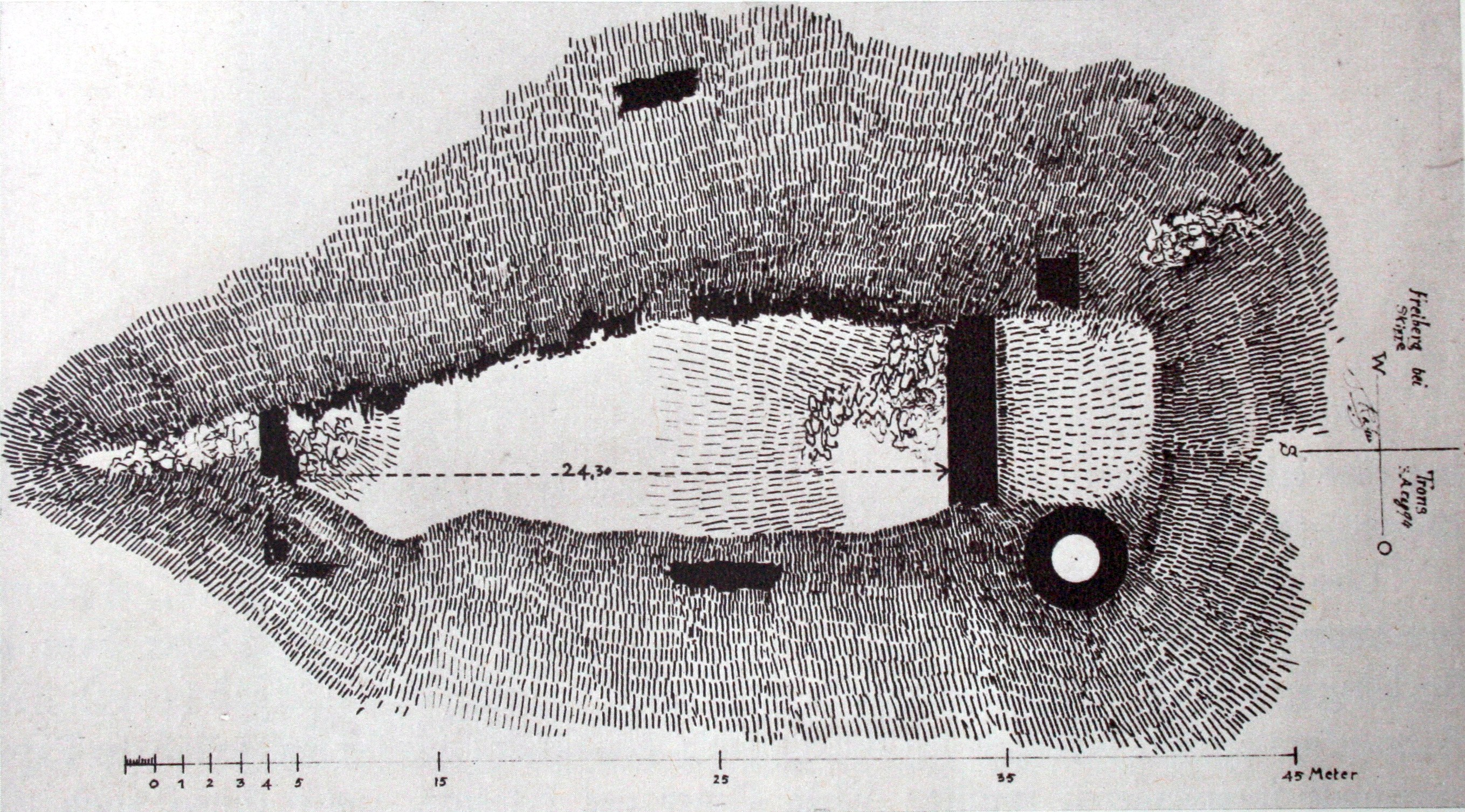
Plan Fribergs 1894

Von der Burg hat sich ausser den Resten einer ansehnlichen Tankzisterne an der nördlichen Geländekante praktisch nichts mehr erhalten. Die Fundamente eines starken Turmes an der höchsten Stelle von 10 auf 11 Meter Seitenlänge lassen sich nur noch erahnen. Ein mächtiger Mauerzahn der Nordwand, der sich bis in eine Höhe von fünf Geschossen erhob, stürzte am 16. November 1911 zusammen; der Stumpf, den Clavadetscher noch erwähnte, ist nicht mehr erkennbar. Vereinzelte Mauerreste im Sattel des Vorgeländes wurden beim Bau der Strasse entfernt.

## Geschichte
Ob die Burg Friberg in Trun mit der Burg Friberg von Siat zusammenhängt, ist denkbar, aber nicht nachgewiesen; schriftliche Unterlagen über Entstehung und Geschichte der Burg fehlen. Denkbar ist, dass Friberg von Distentiser Vögten errichtet worden ist. 1249 soll der Administrator Antonius der Carnisio die klösterliche Burg seinem Bruder Lanfrancus übergeben oder verkauft haben.
Streitigkeiten um die Burg gab es zwischen dem Kloster und dem Vogt Hugo von Werdenberg, der 1327 die Burg dem Kloster zurückgeben musste. In einem Urteil im Jahr 1469 erscheint das gutt genantt Fryberg in Trunser kilchspell (= Kirchspiel), bei dem es um eine Wasserleitung ging. Ob es um einen Hof oder die Burg ging ist unklar. Wann die Burg verlassen worden ist, ist nicht nachgewiesen.

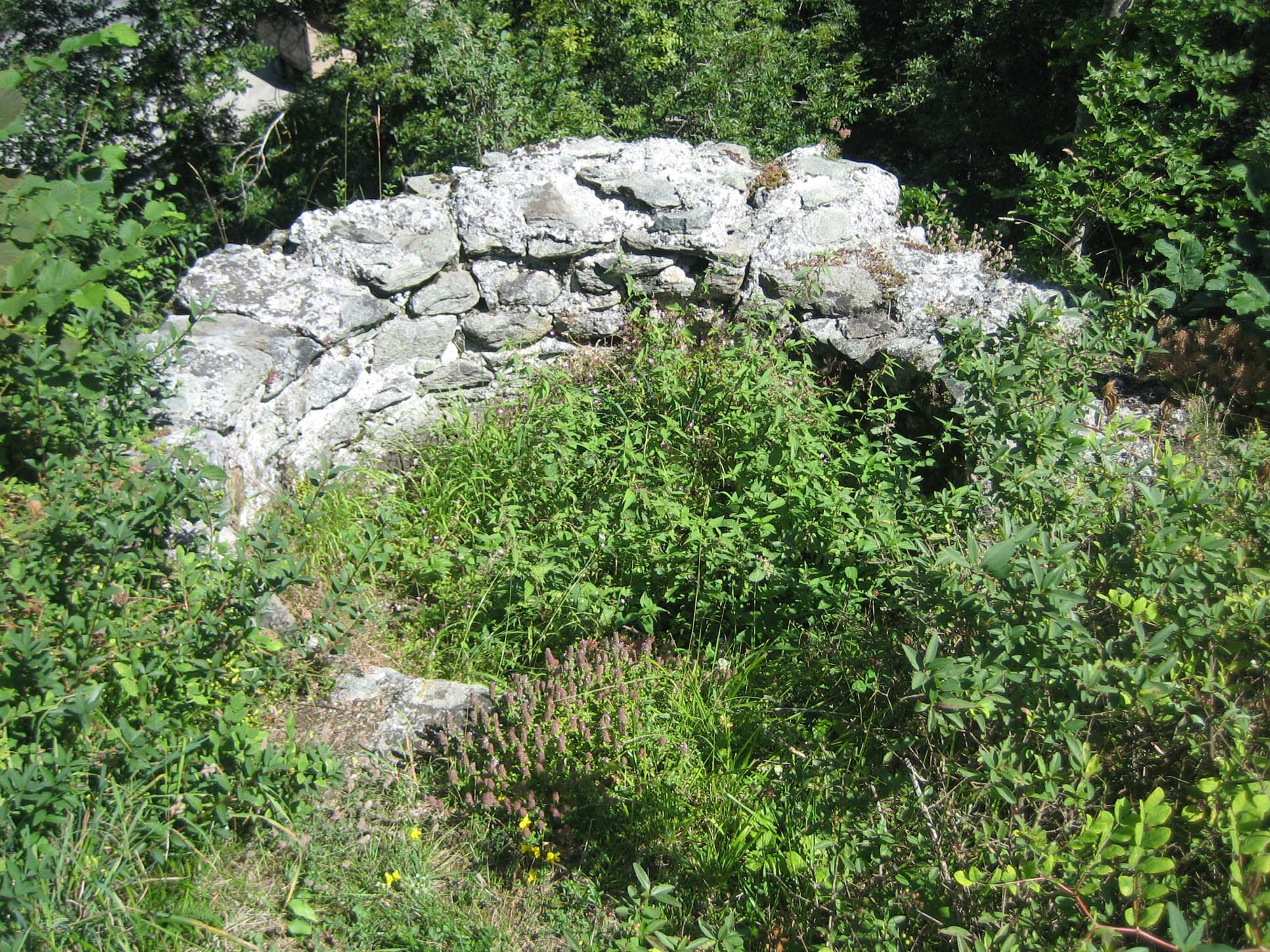
Tankzisterne
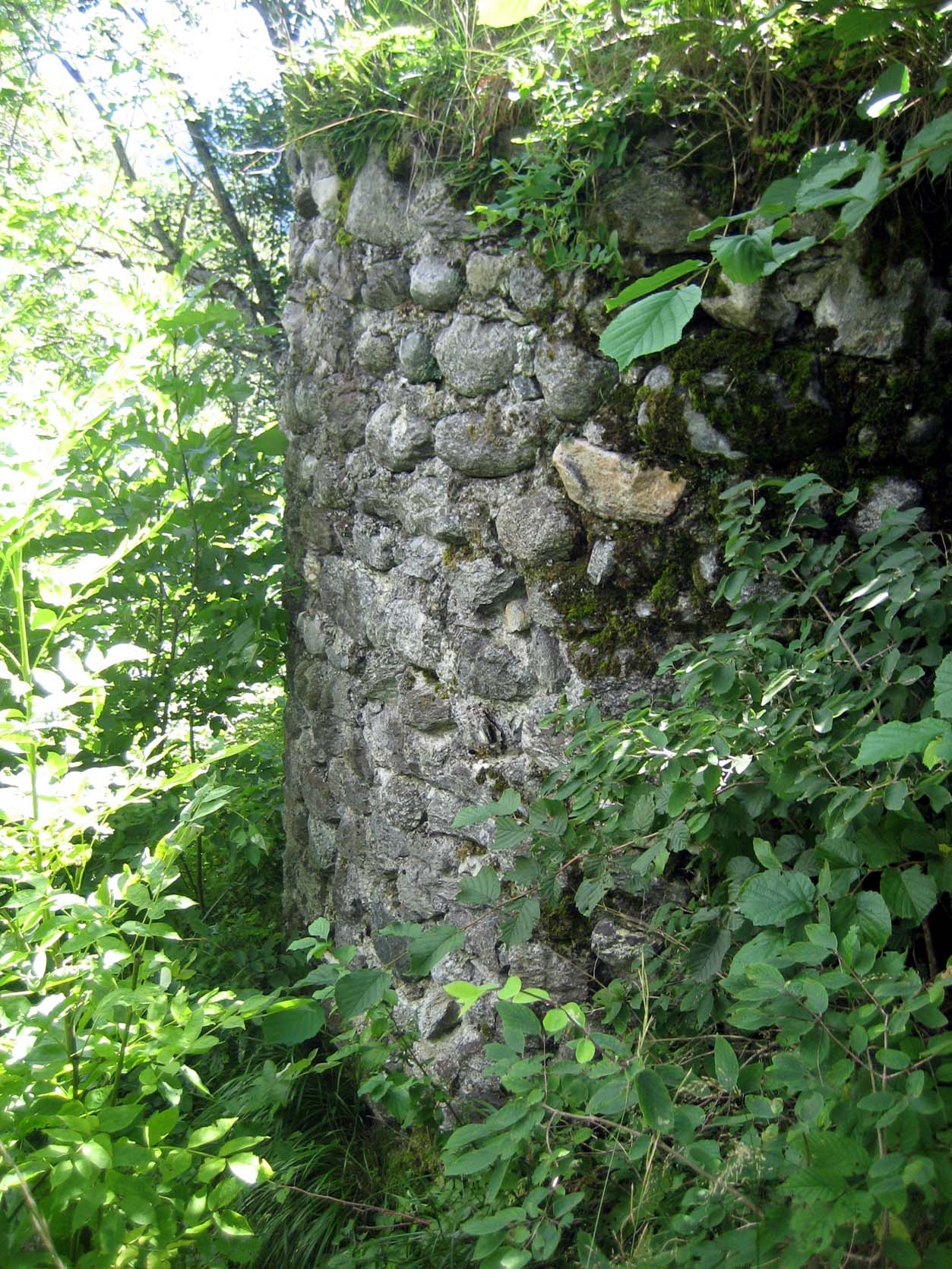
Zisternenwand
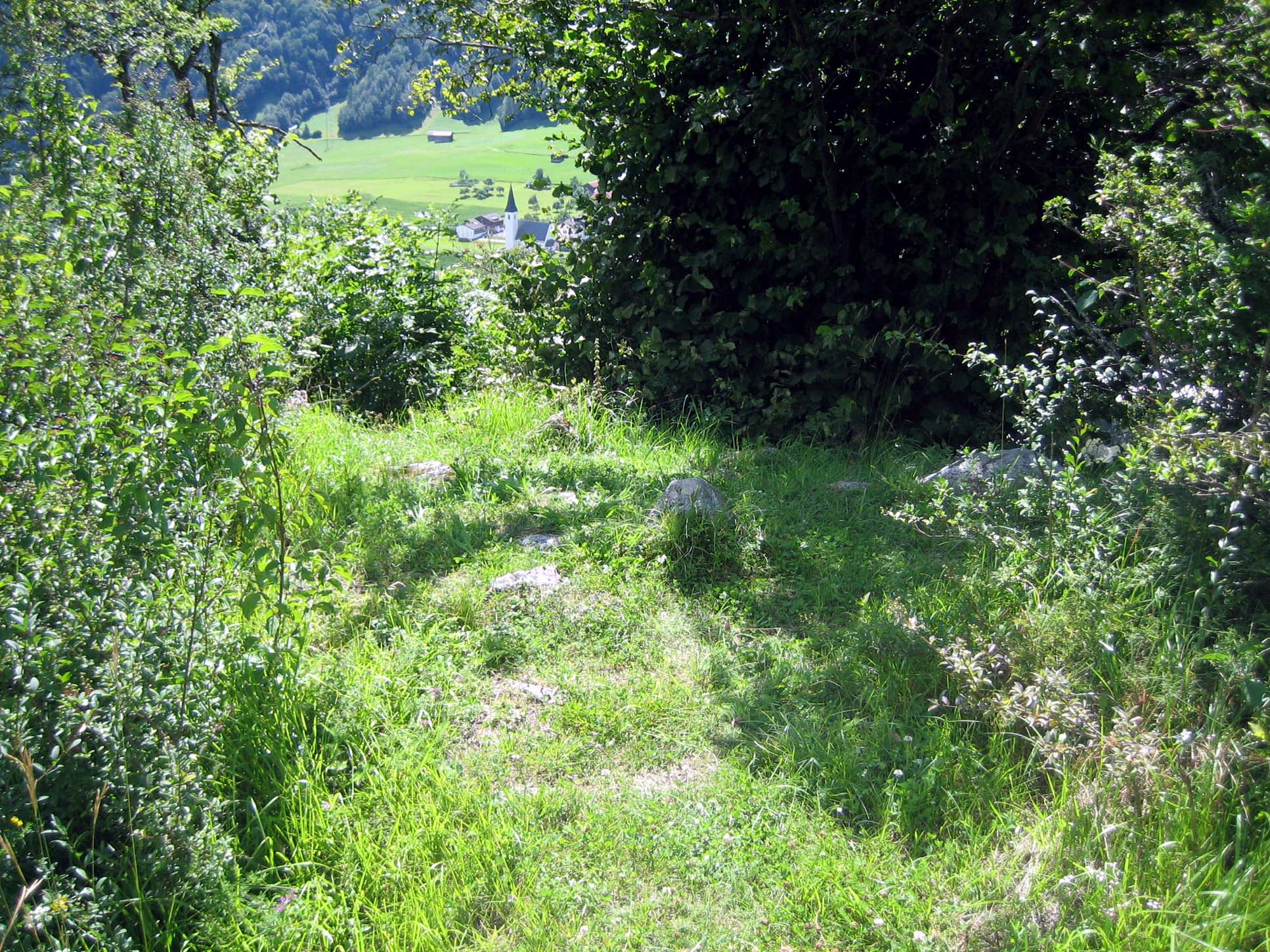
Lage des Turmes
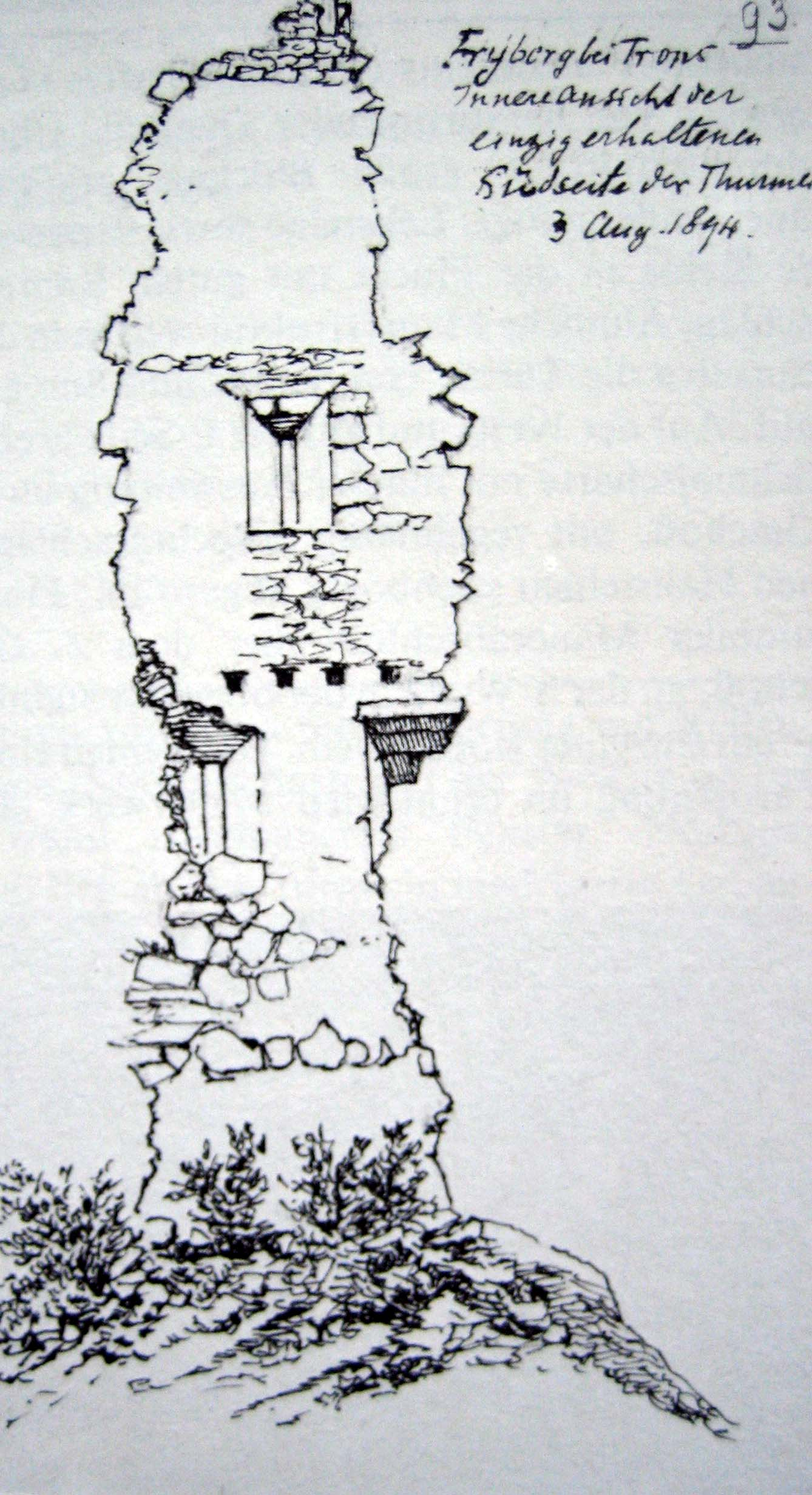
Zeichnung des Mauerzahns, Zustand 1894
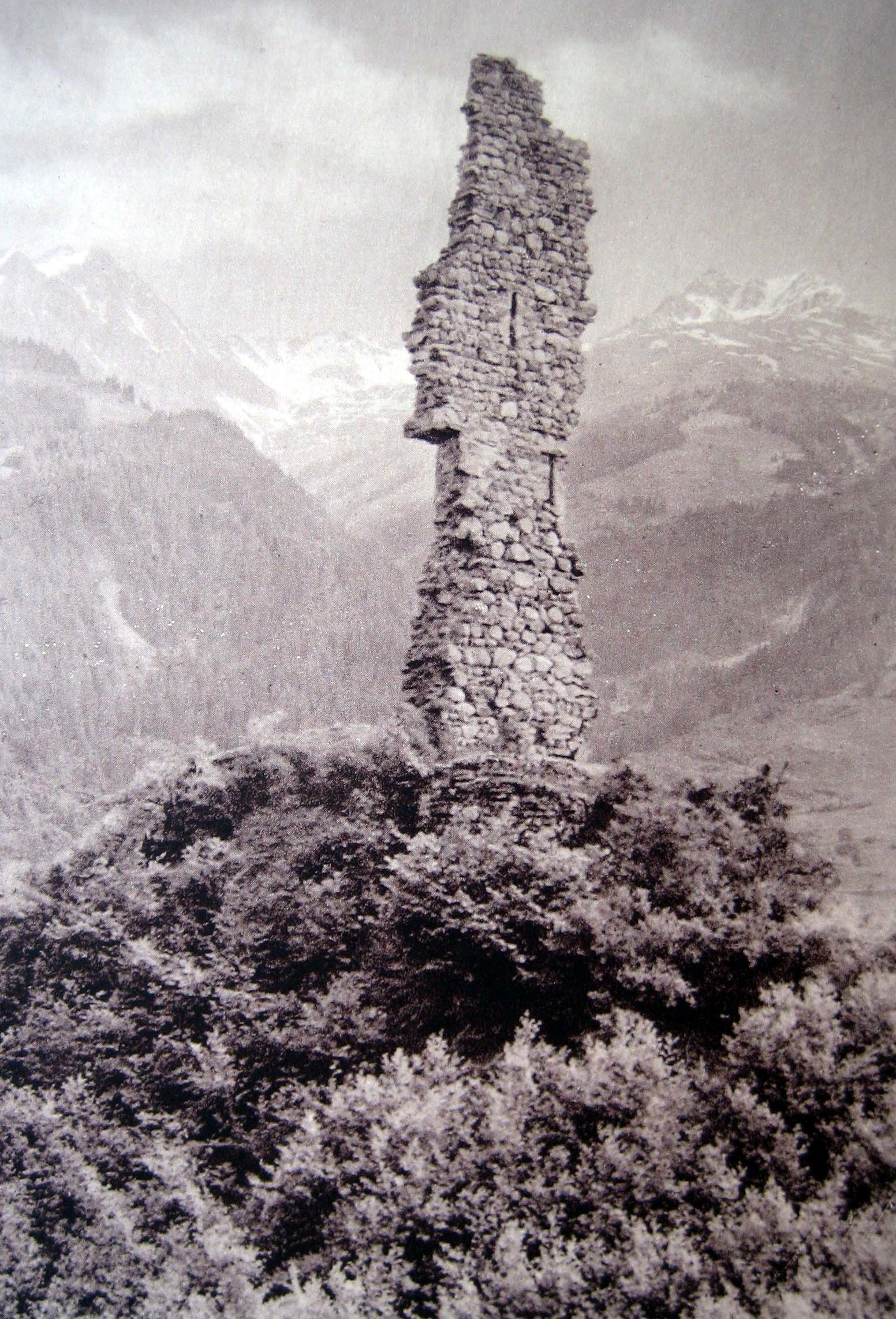
Mauerzahn kurz vor seinem Einsturz 1911